# Geschiebemergel
Der Geschiebemergel oder Till ist das Sediment, das direkt vom Gletscher an seiner Basis abgelagert wird. Er ist das typische Sediment der Grundmoräne.

## Entstehung

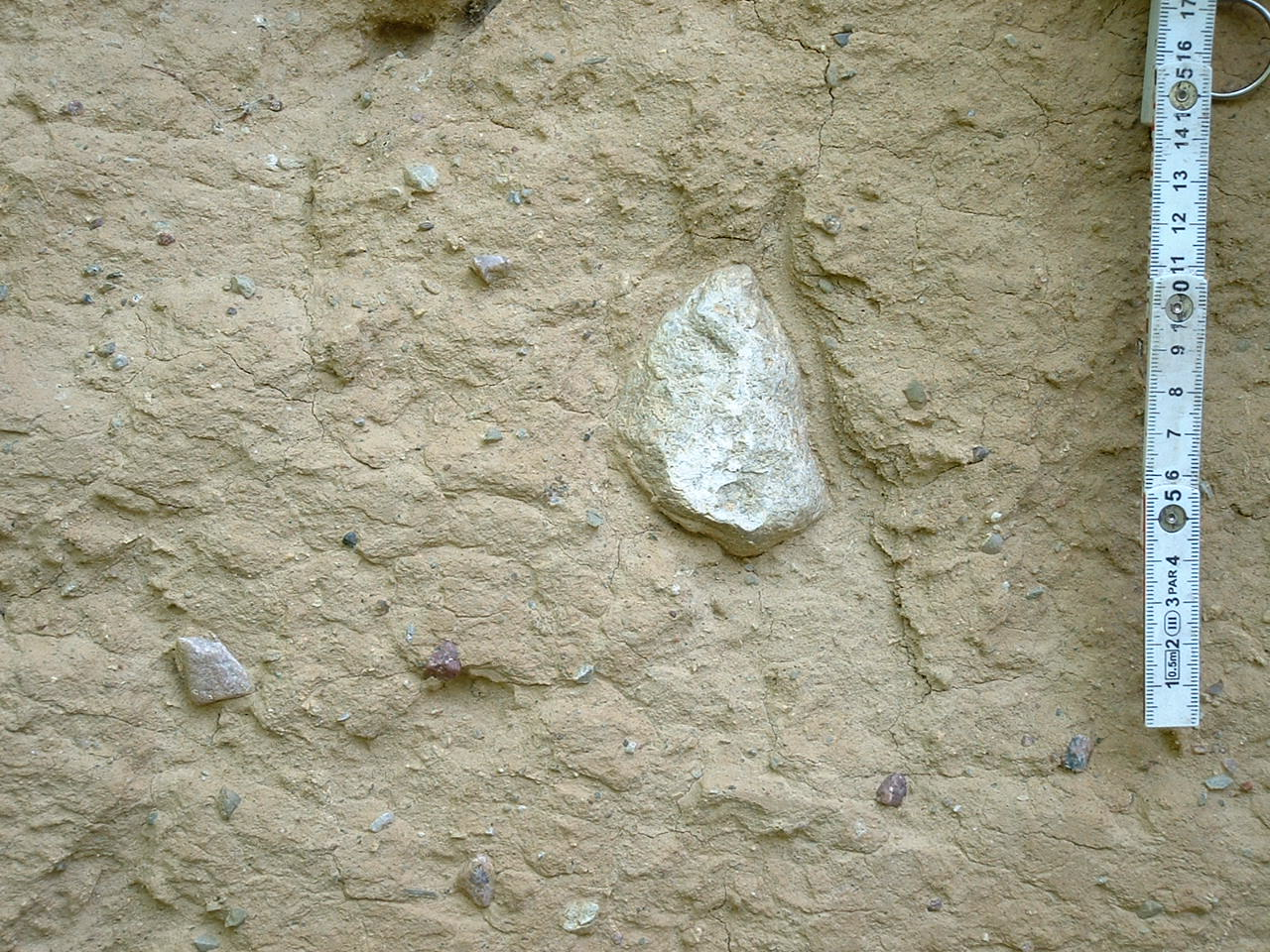
Typischer massiger Geschiebemergel; Aufschluss bei Stolpe (Landkreis Uckermark)

Gletschereis als fester Körper sortiert das von ihm bewegte Moränenmaterial weder bei der Aufnahme noch beim Transport. Beim Abschmelzen des Gletschers wird das Material dann auch unsortiert abgelagert. Geschiebemergel gilt deshalb als Diamiktit und enthält alle Korngrößenklassen von Ton über Schluff, Sand, Kies und Steine (Geschiebe) bis hin zu Findlingen. Er wirkt im Aufschluss im Allgemeinen massig, unsortiert und ungeschichtet. Jedoch können als Sonderfall auch geschichtete Geschiebemergel abgesetzt werden. Der Anteil der einzelnen Korngrößenfraktionen kann stark schwanken, sowohl tonig-schluffige als auch sandige oder steinige Geschiebemergel kommen vor. Ebenso ist es möglich, dass innerhalb der sonst unsortierten Geschiebemergel Linsen oder Einschlüsse mit sortierten Sedimenten vorkommen, z. B. durch die Aufnahme aus dem Untergrund. Ebenso variabel ist die Farbe des Geschiebemergels im Aufschluss. Es überwiegen zwar Grautöne, aber auch gelbliche, rötliche oder bläuliche Farben treten auf. Der Karbonatgehalt des Geschiebemergels stammt in Norddeutschland aus umgelagerter und zerriebener Kreide (Gestein), in Süddeutschland und Österreich aus den Nördlichen Kalkalpen, in der Schweiz und in Frankreich vor allem aus den Kalken des Helvetikums. 
Durch nachträgliche Verwitterung kann das Karbonat aus dem Geschiebemergel ausgewaschen (gelöst) werden. Es entsteht dann kalkfreier Geschiebelehm. Geschiebelehm entsteht auch primär bei karbonatfreien Herkunftsgebieten der Gletscher, zum Beispiel in den Zentralalpen. Enthält der Geschiebemergel viele Gesteinsblöcke, so wird er als Blocklehm bezeichnet.
In den während des Pleistozäns vergletscherten Gebieten Nord- und Süddeutschlands sind Geschiebemergel neben den Schmelzwassersanden und -kiesen die am weitesten verbreiteten Ablagerungen. Dabei stehen sie sowohl unmittelbar an der Erdoberfläche an oder sind von jüngeren Ablagerungen überdeckt. Ihre Mächtigkeit schwankt sehr stark und liegt zwischen 0 und mehr als 100 Metern. Darüber hinaus sind sie in allen ehemals vergletscherten Gebieten der Erde anzutreffen.
Aus dem Geschiebemergel und/oder dem Geschiebelehm entstehen in Mitteleuropa meist Braunerden, Lessivés oder verwandte Böden. Bei höheren Ton- und Schluffgehalten der Geschiebemergel sind auch Pseudogleye weit verbreitet. Die genannten Böden gelten im Allgemeinen als fruchtbar und für die Landwirtschaft wertvoll. Deshalb werden die meisten Grundmoränenflächen in Mitteleuropa heute als Acker genutzt.
In der Fachliteratur hat sich in den letzten Jahren das aus dem Gälischen kommende Wort Till sowohl für Geschiebemergel als auch für Geschiebelehme eingebürgert. Ablagerungen älterer Eiszeitalter, die zu Festgestein verfestigt wurden, bezeichnet man hingegen als Tillite.